# ازدواج غیابی (فیلم)
ازدواج غیابی فیلمی به کارگردانی کاظم معصومی و نویسندگی سیدمحسن وزیری محصول سال ۱۳۷۹ است.

## داستان
داستان رویارویی عابدزاده با یک زن موسیقیدان را در یک مجلس عروسی حکایت می‌کند که رفتارهای مشکوک زن، دیگران بویژه همسر عابدزاده را به این حدس و گمان می‌کشاند که بین این دو نفر از قبل مراوداتی وجود داشته است و عابدزاده یک ازدواج غیابی را پیش از این در زندگی اش تجربه کرده است. این سوءظن کار را به آنجا می‌کشاند که همسر این فوتبالیست خانه را ترک می‌کند و …

## بازیگران
- احمدرضا عابدزاده
- مرجان شاهی
- سحر ولدبیگی
- ایمان ساکی
- نیکو خردمند
- امیر بخشنده
- ضیاء شجاعی مهر
- محسن اصلانی
- پرویز شفیع‌زاده
- نیلوفر دوستی
- حمیدرضا شفیع‌زاده
- داریوش سلیمی
- شراره دولت‌آبادی